# Impatiens wohlhauseri
Impatiens wohlhauseri är en balsaminväxtart som beskrevs av Fischer och Raheliv. Impatiens wohlhauseri ingår i släktet balsaminer, och familjen balsaminväxter. Inga underarter finns listade i Catalogue of Life.